# Ејли (Џорџија)
Ејли (енгл. Ailey) град је у америчкој савезној држави Џорџија. По попису становништва из 2010. у њему је живело 432 становника.

## Демографија
Према попису становништва из 2010. у граду је живело 432 становника, што је 38 (9,6%) становника више него 2000. године.
| Група             | 2000.       | 2010.       |
| Белци             | 239 (60,7%) | 265 (61,3%) |
| Афроамериканци    | 143 (36,3%) | 148 (34,3%) |
| Азијати           | 2 (0,5%)    | 1 (0,2%)    |
| Хиспаноамериканци | 7 (1,8%)    | 16 (3,7%)   |
| Укупно            | 394         | 432         |